# Distrito de Prayagraj
Prayagraj, también conocido como Allahabad, es el distrito más poblado del estado de Uttar Pradesh, en la India. Según el censo de 2011, tiene una población de 5 954 391 habitantes.
Comprende una superficie de 5482 km².
El centro administrativo es la ciudad de Prayagraj. El distrito está dividido en bloques que forman parte de tehsils. Cuenta con 23 bloques en ocho tehsils.
La división de Prayagraj incluye los distritos de Pratapgarh, Fatehpur, Kaushambi y Prayagraj. Algunas partes occidentales que antes formaban parte del distrito de Allahabad han pasado al nuevo distrito de Kaushambi.
Las divisiones administrativas son Phulpur, Koraon, Meja, Sadar, Soraon, Handia, Bara, Shringverpur y Karchana.
Los tres ríos de la India -Ganges, Yamuna y el mítico río Sarasvati- se encuentran en un punto del distrito conocido como Triveni Sangam, considerado sagrado por los hindúes. Prayagraj es uno de los centros educativos más grandes.

## Demografía
Según datos del censo de 2011 cuenta con una población total de 5 954 391 habitantes.  Esto lo coloca en el puesto 13 en la India (de un total de 640 distritos). Desde el 2011 es el distrito más poblado de Uttar Pradesh (de un total de 71 distritos). El distrito tiene una densidad poblacional de 1100 habitantes por kilómetro cuadrado. La tasa de crecimiento de la población durante la década 2001-2011 fue del 20,74%.
El distrito tiene una proporción de sexos de 901 mujeres por cada 1000 hombres y una tasa de alfabetización del 72.3%, la más alta de la región y muy cercana al promedio de toda la India, que es del 74%.